# Tomaspis claviformis
Tomaspis claviformis är en insektsart som beskrevs av Jacobi 1908. Tomaspis claviformis ingår i släktet Tomaspis och familjen spottstritar. Inga underarter finns listade i Catalogue of Life.